# Rainulf Drengot
Rainulf Drengot († juny de 1045) fou un aventurer normand, primer comte d'Aversa del 1030 al 1045.

## Arribada a Itàlia
Quan un dels nombrosos germans de Rainulf, Osmond, fou exiliat per Ricard I de Normandia per l'assassinat d'un dels seus parents, Rainulf, Osmond i els seus germans Gilbert, Ascletí i Rodolf van partir en peregrinació cap al santuari de Sant Miquel Arcàngel a Monte Sant'Angelo, al catepanat d'Itàlia. Van arribar amb 250 homes també exiliats, parents llunyans de la família, nobles i aventurers.
El 1017 aquest grup va arribar al Mezzogiorno, que aleshores patia una situació d'anarquia. Després d'establir una fortalesa al Gargano, a la Pulla, es van unir a l'exèrcit llombard de Melo de Bari, que s'havia alçat en armes contra el govern romà d'Orient a la zona. L'enfrontament més dur va tenir lloc prop de Cannes, i la coalició normando-llombarda fou aixafada per un exèrcit romà d'Orient guiat pel catepà Basili Boioanes. Els normands van quedar delmats i Gilbert, germà de Rainulf, va morir en batalla. Rainulf es va convertir en el líder indiscutible dels normands i es va retirar amb la resta dels homes a Campània, on, segons Amat de Montecassino, van aconseguir aprofitar-se de les rivalitats entre els diferents senyors llombards per reforçar llur posició.

## Consolidació
Van començar a protegir, a canvi de diners, els grups de pelegrins que es dirigien al santuari de Sant Miquel. Rainulf va servir també a les ordres de Pandulf IV de Càpua. «Sota la seva protecció» va escriure Amat «saquejaren els llocs propers i assetjaren els enemics. Però com els pensaments humans estan inclinats cap a l'avarícia i els diners sempre triomfen, de tant en tant l'abandonaven... Venien llurs serveis com podien, segons les circumstàncies, oferint més a qui més donava». Aviat l'equilibri de poder a la Campània llombarda estava en mans dels normands: «perquè els normands mai no desitjaren que cap dels llombards no obtingués una victòria decisiva, si això els posava en desavantatge. Però ara donant suport a uns i ajudant els altres, evitaven que qualsevol quedés completament arruïnat».

## Nàpols
Finalment, Rainulf es va posar al servei de Sergi IV de Nàpols, amb qui va tenir alguns triomfs. El 1030, el duc Sergi II va lliurar-li l'antiga fortalesa romana d'Orient d'Aversa al nord de Nàpols, juntament amb el títol de comte i la mà de la seva germana en matrimoni. El 1034, quan la dona va morir, RAinulf es va casar amb la filla del duc d'Amalfi, que era, al seu torn, neboda de Pandulf IV, enemic irreconciliable de Sergi. Rainulf va procedir aleshores a estendre els seus territoris a costa de l'abadia de Montecassino. El seu títol de comte d'Aversa fou reconegut per l'emperador Conrad II. Després de derrotar els romans d'Orient el 1038, es va proclamar príncep, formalitzant la seva independència de Nàpols i de la resta de senyors llombards. Va conquerir el principat de Pandulf i Conrad va aprovar la unió dels dos territoris, creant l'estat més gran al sud d'Itàlia. El 1039 estava al bàndol de Guaimar IV de Salern i de l'emperador Conrad.

## Últims anys
Rainulf fou un dels líders de la coalició anti-bizantina que es va rebel·lar al sud d'Itàlia el 1040. Va prendre part en la decisiva victòria d'Olivento el març de 1041. El 1042, després de la victòria del seu aliat Guillem Braç de Ferro, va rebre dels antics territoris romans d'Orient el control sobre Siponto i Gargano. Va morir el juny de 1045, essent succeït pel seu nebot Ascletí, fill del seu germà Ascletí d'Acerenza.